# Selección femenina de rugby 7 de Colombia
La selección femenina de rugby 7 de Colombia es el equipo nacional de la modalidad de rugby 7 femenino.

## Reseña
A nivel regional es una de las selecciones más fuertes de Sudamérica Rugby, ha disputado de todas las ediciones del Seven Sudamericano en la que levantó la copa en el 2015, anteriormente había alcanzado la final en 3 oportunidades y en todas ellas la perdió frente a Brasil, a quienes nunca han logrado derrotar.
A nivel internacional, el seleccionado no ha clasificado a la Copa del Mundo, ni ha sido invitado a participar de la Serie Mundial aun siendo vicecampeón sudamericano. En 2015 ganó el Seven Sudamericano de manera invicta, por lo que clasificó directamente a los Juegos Olímpicos de Río de Janeiro 2016.
En marzo de 2018 lograron clasificar a los Juegos Olímpicos de la Juventud de Buenos Aires 2018.

## Uniforme
La indumentaria es similar a las de otras selecciones, la principal cuenta con la camiseta amarilla, short azul y medias rojas como la bandera nacional. El equipo secundario suele ser todo azul.

## Entrenadores
- Bill Paul, 2004 - 2007
- Héctor Hoyos, 2008
- Diana Tangarife, 2009 - 2011
- Jaime Alberto Ospina, 2012
- David Jaramillo, 2013 - Actualidad

## Palmarés
- Juegos Bolivarianos
  - Medalla de oro (3): 2013, 2017, 2024
  - Medalla de plata (1): 2022

- Juegos Centroamericanos y del Caribe
  - Medalla de oro (3): 2014, 2018, 2023

- Seven Sudamericano Femenino: 2015

- Seven Sudamericano Femenino Juvenil: 2018

## Participación en copas
| - Río 2016: 12º puesto (último) - Tokio 2020: no clasificó - París 2024: no clasificó - Ciudad del Cabo 2022: 16º puesto - Buenos Aires 2018: 4º puesto - Serie Mundial 15-16: 14º puesto (1 pt) - Serie Mundial 22-23: 16º puesto (1 pts) - Challenger Series 2022: 8° puesto - Challenger Series 2023: 8° puesto - Challenger Series 2025: 4° puesto - Toronto 2015: 5º puesto (compartido) - Lima 2019: 3º puesto - Santiago 2023: 4° puesto - Santiago 2014: 4º puesto - Cochabamba 2018: 4º puesto - Asunción 2022: 3º puesto - Trujillo 2013: 1º puesto - Santa Marta 2017: 1º puesto - Valledupar 2022: 2º puesto - Ayacucho 2024: 1º puesto - Veracruz 2014: 1º puesto - Barranquilla 2018: 1º puesto - San Salvador 2023: 1º puesto - Rainforest Rugby Seven´s 2014: 1° puesto - Clasificatorio a Tokio 2020: Semifinales de clasificación | - Barquisimeto 2004: 3º puesto - São Paulo 2005: 4º puesto - Viña del Mar 2007: 2º puesto - Punta del Este 2008: 5º puesto - São José dos Campos 2009: 5º puesto - Mar del Plata 2010: 2º puesto - Bento Gonçalves 2011: 5º puesto - Río de Janeiro 2012: 2º puesto - Río de Janeiro 2013: 5º puesto - Santa Fe 2015: Campeón invicto - Río de Janeiro 2016: 3º puesto - Villa Carlos Paz 2017: 3º puesto - Montevideo 2017: No participó - Montevideo 2018: 3º puesto - Asunción 2019: No participó - Lima 2019: 2º puesto - Montevideo 2019: 3º puesto - Montevideo 2020: 3º puesto - Montevideo 2021: 2° puesto - Saquarema 2022: 2° puesto - Montevideo 2023: 4º puesto - Asunción 2023: 5º puesto - Lima 2024: 3º puesto - Lima 2025: 2° puesto - Sao José dos Campos 2018: Campeón invicto - Santiago 2019: No participó - Circuito Sudamericano de Seven Femenino 2013-14: - República - No jugó / Mar del Plata - No jugó - Circuito Sudamericano de Seven Femenino 2014-15: - República - No jugó / Mar del Plata - 3° puesto |